# Аллооцимен
Аллооцимен (2,6-диметил-2,4,6-октатриен) — ациклический монотерпен, получаемый синтетическим путём.

## Свойства
Аллооцимен представляет собой бесцветную подвижную жидкость, обладающую сильным травяным запахом. Хорошо растворяется в этаноле и эфирных маслах. В воде нерастворим. Является очень реакционноспособным веществом: при нагревании легко полимеризуется, на воздухе окисляется с образованием пероксидных соединений.

## Получение
Аллооцимен в природе не найден, поэтому его получают только синтетически пиролизом α-пинена при температуре 400—500 °C. При этом получается смесь стереоизомеров аллооцимена.
Эта реакция была открыта А. Б. Арбузовым как первый пример получения ациклических терпенов изомеризацией бициклических терпенов.

## Применение
Аллооцимен используется для получения душистых веществ (эленол, эленилацетат), получения лаков и недорогих отдушек.